# En fyr og hans pige
En fyr og hans pige er en svensk romantisk komediefilm fra 1975 instrueret af Lasse Hallström. Filmen var Hallströms første spillefilm og har Brasse Brännström og Marian Rudberg i hovedrollerne.

## Handling
26-årige Lasse, der lider af hypokondri, er uddannet journalist, men han arbejder som avisbud. En dag møder han Lena, og en følelse opstår inde i hans krop.

## Medvirkende (i udvalg)
- Brasse Brännström som Lasse Bengtsson
- Börje Ahlstedt som Lasses bror
- Claire Wikholm som Berit
- Marian Rudberg som Lena Helmers
- Gun Jönsson som Lenas mor
- Roland Hedlund som Bertil
- Chatarina Larsson som Ulla
- Magnus Härenstam som festgænger
- Tomas Bolme som festgænger
- Lasse Hallström som festgænger
- Lena T. Hansson som bænkevarmer
- Eddie Axberg som patient